# 灰埠镇 (高安市)
灰埠镇，是中华人民共和国江西省宜春市高安市下辖的一个乡镇级行政单位。

## 行政区划
灰埠镇下辖以下地区：
灰埠社区、卢圩村、武圳村、沙州村、锦州村、锦江村、梅湖村、花苑村、小港村、希岭村、栎林村、荷山村、观前村、钧山村、五里村、碧山村、山背村、铜塘村、凤岭村、银树村和塘下村。